# Anders Thomsen

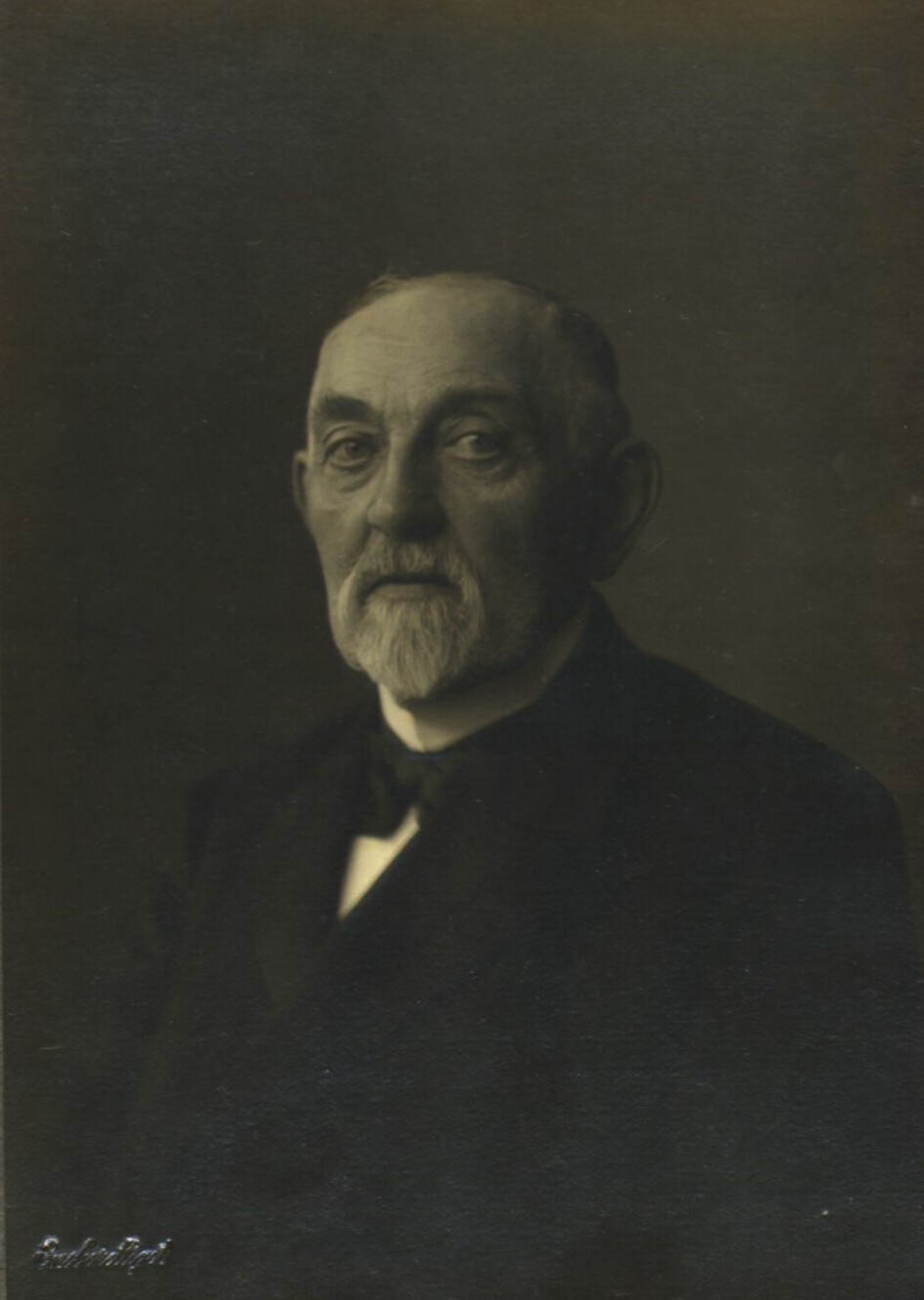
Anders Thomsen (Fotografie von Peter Elfelt).

Anders Thomsen (* 14. September 1842 in Velling, Nørby, Ringkøbing, Jütland; † 11. Juli 1920 in Kristrup, Randers, Jütland) war ein dänischer Politiker der Liberalen Partei (Venstre), der unter anderem zwischen 1905 und 1912 Präsident des Folketing sowie von 1914 bis zu seinem Tode 1920 Präsident des Landsting war, der beiden Kammern des Reichstages.

## Leben
Anders Thomsen, Sohn eines Bauernhofbesitzers, und begann nach dem Schulbesuch 1857 als Fünfzehnjähriger als Winterlehrer in Westjütland zu arbeiten und absolvierte daraufhin ein Lehramtsstudium am Ranum Seminarium, welches er 1864 beendete. Er unterrichtete daraufhin bis 1867 als Hilfslehrer in Kelstrup-Brund und dann bis 1903 als Schullehrer in Havbro. Er besaß zudem einen Bauernhof in Holme in der Gemeinde Farsø, war Zehntenkommissar und Mitbegründer der Sparekasse Aars og Omegn und Bezirksleiter der Feuerversicherung Wistoffske Brandforsikring. 
Bei der Folketingswahl 1892 wurde Thomsen für die konservativ-liberalen Venstre im Wahlkreis „Aars“ erstmals zum Mitglied des Parlaments (Folketing), der Zweiten Kammer des Reichstages (Rigsdag), gewählt, und schloss sich nach 1895 der Liberalen Reformpartei (Venstrereformpartiet) an. 1901 wurde er Zweiter stellvertretender Präsident des Folketing und damit zum Vertreter des Parlamentspräsidenten Herman Trier. Er war zugleich zwischen 1902 und 1908 Mitglied der Verteidigungskommission, deren Vorsitzender er von 1906 bis 1908 war. Als Nachfolger von Herman Trier übernahm er am 31. Januar 1905 das Amt als Folketingets formand und bekleidete damit bis zum 14. März 1912 das Amt des Parlamentspräsidenten, woraufhin sein Parteifreund Jens Christian Christensen ihn in diesem Amt ablöste. Er war ferner einer der staatlichen Rechnungsprüfer (Statsrevisor), die überwachen, dass die Steuergelder so verwendet werden, wie es das Parlament beschlossen hat, und dass die Gelder so sinnvoll und effizient wie möglich verwaltet werden, sowie Mitglied des Bauausschusses von Schloss Christiansborg.
Nach seinem Ausscheiden aus dem Folketing wurde Anders Thomsen Mitglied des Landsting, der Ersten Kammer des Reichstages. Am 21. Juli 1914 löste er Carl Goos von der rechten Højre als Formand for Landstinget ab und war als solcher bis zu seinem Tode am 11. Juli 1920 Präsident auch dieser Parlamentskammer. Im Anschluss wurde sein Parteifreund Frits Bülow neuer Präsident des Landsting. Er wurde für seine Verdienste zum Ritter des Dannebrogordens ernannt. Er war mit Ane Knudsdatter (1846–1917) verheiratet.